# Marret-Gletscher
Der Marret-Gletscher ist ein 6 km langer und bis zu 6 km breiter Gletscher im ostantarktischen Adélieland. Er fließt vom Antarktischen Eisschild in nordnordöstlicher Richtung und mündet unmittelbar östlich des Kap Robert in die D’Urville-See. 
Luftaufnahmen der US-amerikanischen Operation Highjump (1946–1947) dienten seiner Kartierung. Das Advisory Committee on Antarctic Names benannte ihn 1955 nach Mario Marret (1920–2000), Leiter einer französischen Antarktisexpedition (1952–1953), bei der die Vermessung des Küstenabschnitts bis zur Westseite der Victor Bay vorgenommen wurde.